# Daniel Lascău
Florin Daniel Lascău, (* 15. května 1969 ve Velkém Varadínu, Rumunsko) je bývalý rumunský zápasník – judista, který v roce 1989 emigroval. Azyl mu poskytlo Německo, které od roku 1990 reprezentoval.

## Sportovní kariéra
S judem začínal ve Velkém Varadínu a již v 17 letech byl členem širší rumunské seniorské reprezentace. Tehdejší politika prezidenta Ceaușesca však sportu nepřála a v roce 1989 se během soustředění v Itálii rozhodl k emigraci. Usadil se v Německu v Rüsselsheimu. V roce 1991 se prosadil v německé reprezentaci a na mistrovství světa získal senzačně titul. V roce 1992 nebyl v lepší formě než jeho hlavní rival Marko Spittka. Titul mistra světa však byl pádný argument při nominaci na olympijské hry v Barceloně. Na olympijských hrách výsledkově vyhořel. Sportovní kariéru ukončil v roce 1998. Věnoval se trenérské práci a později se prosadil jako schopný sportovní funkcionář. Mimo Německa působil ve Švédsku nebo doma v Rumunsku.

## Výsledky
| Turnaj             | Rumunská socialistická republika | Rumunská socialistická republika | Rumunská socialistická republika | Rumunská socialistická republika | Německo          | Německo          | Německo          | Německo      | Německo      | Německo      |
| Turnaj             | 1986                             | 1987                             | 1988                             | 1989                             | 1990             | 1991             | 1992             | 1993         | 1994         | 1995         |
| Turnaj             | 17                               | 18                               | 19                               | 20                               | 21               | 22               | 23               | 24           | 25           | 26           |
| Turnaj             | polostřední váha                 | polostřední váha                 | polostřední váha                 | polostřední váha                 | polostřední váha | polostřední váha | polostřední váha | střední váha | střední váha | střední váha |
| ------------------ | -------------------------------- | -------------------------------- | -------------------------------- | -------------------------------- | ---------------- | ---------------- | ---------------- | ------------ | ------------ | ------------ |
| Olympijské hry     |                                  |                                  | —                                |                                  |                  |                  | úč.              |              |              |              |
| Mistrovství světa  |                                  | —                                |                                  | —                                |                  | 1.               |                  | —            |              | —            |
| Mistrovství Evropy | —                                | úč.                              | ?                                | —                                | —                | —                | —                | —            | —            | úč.          |
| MS juniorů         | 7.                               |                                  |                                  |                                  |                  |                  |                  |              |              |              |
| ME juniorů         | 3.                               | 3.                               | ?                                | —                                |                  |                  |                  |              |              |              |